# Club de natation des piscines du parc olympique
Le Club de natation des Piscines du Parc Olympique était un club qui résidait au Stade olympique de Montréal jusqu'en 2016, année où l'organisation se place sous la protection de la Loi sur la faillite et l'insolvabilité